# 岑麗香
岑麗香（英語：Eliza Sam Lai Heung，1984年11月17日—），加拿大出生的香港女演員，曾為無綫電視經理人合約藝員。2010年國際中華小姐及2009年溫哥華華裔小姐的冠軍。2012年，她因在劇集《巴不得媽媽...》飾演「香香公主」一角後被傳媒稱為「香香」，現於香港定居。

## 簡歷
岑麗香來自一個加拿大的越南華人家庭，其祖父母來自廣州及福建，父母是溫哥華的越南華人，而她則在溫哥華土生土長。她畢業於加拿大昆特侖理工大學，擁有時裝設計、市場管理學及人力資源學三個學士學位。
2009年12月，她參選了2009年度溫哥華華裔小姐成為7號的候選佳麗，其甜美燦爛的笑容給眾人印象深刻。在總決賽上，她對自己的表現甚具信心，最後贏得了2009年溫哥華華裔小姐冠軍之名銜。
2010年10月，岑麗香代表溫哥華前往香港及中國大陸參加由無綫電視主辦的2010年度國際中華小姐，成為19號候選佳麗，而在這之前她曾是名英語會話老師。岑麗香在競選過程中成為大熱門，最後以大熱姿態擊敗亞軍陳美妤，再次贏得選美冠軍。
2013年，岑麗香在《萬千星輝頒獎典禮2013》獲頒「飛躍進步女藝員」獎。
此外，岑麗香連同鍾嘉欣、李亞男、王君馨、苟芸慧因同為基督教新教徒，數人自發組成祈禱小組「Amazing Esthers」，亦常有聚會，因此常為傳媒牽連在一起並稱為「TVB處女黨」。眾人先後在李亞男與鍾嘉欣的婚宴中擔任姊妹團。直到2016年，岑麗香連同李亞男、鍾嘉欣、王君馨紛紛結婚，即被改稱為「索爆人妻團」。。曾是無綫電視監製潘嘉德及梁材遠的常用演員，結婚後產量逐漸減少。
2018年6月15日，岑麗香約滿與無綫電視，她另在社交網站貼出千字文感言，逐一感謝TVB高層人員，上至高層，下至清潔嬸嬸和保安員，《果栏中的江湖大嫂》為其告别作。同年7月轉投王祖藍旗下的手工藝創作。
2020年2月，岑麗香回歸無綫電視，拍攝劇集《寶寶大過天》；此劇於2021年6月播出。

## 個人生活
2015年10月，岑麗香被媒體揭露與6呎高且健碩男士「阿強」拍拖。2016年12月18日，兩人於温哥华举行婚礼。2018年12月6日，岑麗香於社交媒體宣佈已懷孕五個月；並於2019年3月25日在社交媒體宣佈長子出生。2021年2月3日，她於社交媒體宣佈已懷第二胎；並於同年5月13日在社交媒體宣佈次子出生。

## 演出作品

### 電視劇（無綫電視）
| 首播   | 劇名             | 角色                  |
| 2012年 | 怒火街頭2        | BoBo                  |
| 2012年 | 巴不得媽媽...    | 香乃馨（香香公主）    |
| 2012年 | 大太監           | 秀 女                 |
| 2013年 | 老表，你好嘢！   | 夢 露（青年）         |
| 2013年 | 衝上雲霄II       | 莫文翠（Tracy）       |
| 2013年 | 神鎗狙擊         | 黎 珍                 |
| 2013年 | On Call 36小時II | 車曉彤                |
| 2013年 | 貓屎媽媽         | 邊貴知（Grace）       |
| 2014年 | 女人俱樂部       | 湯嘉麗（Carrie）      |
| 2014年 | 老表，你好hea！  | 齊秋水（青年）        |
| 2014年 | 醋娘子           | 山 楂                 |
| 2015年 | 華麗轉身         | 唐 欣（Yanto）        |
| 2015年 | 樓奴             | 祝碧姬（Peggy）       |
| 2015年 | 無雙譜           | 柳 衣／洪牡丹         |
| 2015年 | 實習天使         | 祁 樂（Halley）       |
| 2016年 | 火線下的江湖大佬 | 何寬心（Joyce）       |
| 2016年 | 為食神探         | 唐嘉嘉（BabyKaka）    |
| 2017年 | 老表，畢業喇！   | 柳 妞                 |
| 2017年 | 溏心風暴3        | 許貝兒（Belle）       |
| 2018年 | 果欄中的江湖大嫂 | 李樂怡（小巴）        |
| 2021年 | 寶寶大過天       | 康雅悠（Grace，悠悠） |

### 電視劇（HOY TV）
|-
|2025年||我愛九龍城||

### 電視節目（無綫電視）
| 年份   | 節目                                      | 性質／備註 |
| 2011年 | 關西風雨·晴                               | 主持 |
| 2011年 | 今日VIP                                   | 嘉賓（9月19日 與唐詩詠） |
| 2012年 | 明珠生活／港生活·港享受（Dolce Vita）     | 主持 |
| 2012年 | 今日VIP                                   | 嘉賓（2月20日 與敖嘉年）及 （11月7日） |
| 2012年 | 千奇百趣高B班                             | 嘉賓（第5集） |
| 2012年 | 黑龍江                                    | 主持 |
| 2012年 | 千奇百趣東南亞                            | 嘉賓（第1集） |
| 2012年 | 萬千星輝頒獎典禮2012                      | |
| 2013年 | 今日VIP                                   | 嘉賓（3月20、27日 香港國際影視展訪問）及 （9月13日） |
| 2013年 | 萬千星輝頒獎典禮2013                      | 「飛躍進步女藝員」得獎 |
| 2014年 | 今日VIP                                   | 嘉賓（3月27、31日 香港國際影視展訪問）及 （12月9日） |
| 2015年 | 精伶童學會                                | 嘉賓 |
| 2015年 | 明星愛廚房                                | 主持 |
| 2015年 | 今日VIP                                   | 嘉賓（5月18日 與王梓軒、趙希洛）及（11月30日） |
| 2015年 | 一綫娛樂                                  | 嘉賓（連同《無雙譜》演員） |
| 2015年 | 萬千星輝賀台慶2015                        | |
| 2016年 | 一綫娛樂                                  | 嘉賓（連同《火線下的江湖大佬》演員） |
| 2016年 | 星星探親團日本名古屋篇                    | 主持 |
| 2016年 | 男人食堂                                  | 嘉賓（5月29日） |
| 2016年 | 乜都搞掂晒                                | 主持 |
| 2016年 | 我愛香港                                  | 嘉賓（9月18日（連同黎耀祥、林夏薇、陸浩明、李璨琛、山度士、周柏豪、森美、小儀、單立文、胡蓓蔚、連詩雅、鄭敬基、黃曉盈）、10月9日（連同張繼聰、商天娥、姜皓文、林欣彤、蔡思貝、狄易達、高禮澤、麥長青、陳嘉桓、蔡潔、何佩瑜、崔碧珈、郭思琳、陳國強） |
| 2016年 | 你健康嗎？（第二輯）                      | 嘉賓（10月3日） |
| 2017年 | 星級超常任務（星級健康4之Go Green碳世界） | |
| 2018年 | 今日VIP                                   | 嘉賓（3月12日 與黃浩然） |
| 2018年 | Do姐有問題                                | 第9集嘉賓 |
| 2018年 | 降魔的 捉妖遊戲                           | 狐仙 |

### 電影
| 年份   | 電影名              | 角色   |
| 2012年 | 2012我愛HK 喜上加囍 |        |
| 2016年 | 辣警霸王花          | 王雅花 |
| 2019年 | 你咪理，我愛你！    |        |

### 微電影
- 2013年：EEG TVBMUSIC《愛在魅來1分鐘》1-3集 飾 女主角小遊

## 其他

### 無綫月曆
- 2013年8月：連同高海寧、林夏薇、唐詩詠、馬賽、龔嘉欣、楊秀惠
- 2014年3月：連同林峯、徐子珊、黃子華、謝天華
- 2015年8月：連同黃宗澤、黎耀祥、田蕊妮、郭羨妮
- 2016年8月：
- 2017年9月：

## 曾獲獎項及提名

### 選美獎項
| 年份   | 獎項                                 | 結果 |
| ------ | ------------------------------------ | ---- |
| 2009年 | 《2009年溫哥華華裔小姐》冠軍         | 獲獎 |
| 2009年 | 《2009年溫哥華華裔小姐》最上鏡小姐   | 獲獎 |
| 2009年 | 《2009年溫哥華華裔小姐》魅力傳城大獎 | 獲獎 |
| 2010年 | 2010年度國際中華小姐競選冠軍         | 獲獎 |

### 萬千星輝頒獎典禮
| 年份   | 獎項                 | 劇集/作品                                                                   | 角色          | 結果 |
| ------ | -------------------- | --------------------------------------------------------------------------- | ------------- | ---- |
| 2012年 | 飛躍進步女藝員       | - 《怒火街頭2》 - 《巴不得媽媽》 - 《大太監》 - 《黑龍江》                  | －            | 提名 |
| 2012年 | 最佳女配角           | 《巴不得媽媽》                                                              | 香乃馨        | 提名 |
| 2012年 | 我最喜愛的電視女角色 | 《巴不得媽媽》                                                              | 香乃馨        | 提名 |
| 2013年 | 飛躍進步女藝員       | - 《老表，你好嘢！》 - 《衝上雲霄II》 - 《神鎗狙擊》 - 《On Call 36小時II》 | －            | 獲獎 |
| 2013年 | 最佳女配角           | 《神鎗狙擊》                                                                | 黎 珍         | 提名 |
| 2014年 | 最佳女配角           | 《女人俱樂部》                                                              | 湯嘉麗        | 提名 |
| 2015年 | 最受歡迎電視女角色   | 《無雙譜》                                                                  | 柳 衣／洪牡丹 | 提名 |
| 2015年 | 最佳女主角           | 《無雙譜》                                                                  | 柳 衣／洪牡丹 | 提名 |
| 2016年 | 最受歡迎電視女角色   | 《火線下的江湖大佬》                                                        | 何寬心        | 提名 |
| 2016年 | 最佳女主角           | 《火線下的江湖大佬》                                                        | 何寬心        | 提名 |
| 2017年 | 最佳女主角           | 《溏心風暴3》                                                               | 許貝兒        | 提名 |
| 2017年 | 最受歡迎電視女角色   | 《溏心風暴3》                                                               | 許貝兒        | 提名 |

### MY AOD我的最愛頒獎典禮
| 年份   | 獎項                   | 劇集/作品      | 角色   | 結果 |
| ------ | ---------------------- | -------------- | ------ | ---- |
| 2012年 | 我的最愛最具潛質女藝員 | 《巴不得媽媽》 | 香乃馨 | 提名 |

### 馬來西亞星光薈萃頒獎典禮
| 年份   | 獎項                        | 劇集/作品                                              | 角色           | 結果 |
| ------ | --------------------------- | ------------------------------------------------------ | -------------- | ---- |
| 2013年 | TVB最具潛質女藝員           | - 《衝上雲霄II》 - 《神鎗狙擊》 - 《On Call 36小時II》 | －             | 獲獎 |
| 2013年 | 最喜愛TVB女配角             | 《神鎗狙擊》                                           | 黎 珍          | 提名 |
| 2014年 | 最喜愛TVB女配角             | 《貓屎媽媽》                                           | 邊貴知         | 提名 |
| 2014年 | 最喜愛TVB電視角色（十五位） | 《貓屎媽媽》                                           | 邊貴知         | 提名 |
| 2014年 | 最喜愛TVB熒幕情侶           | 《貓屎媽媽》                                           | 邊貴知、鮑址堤 | 提名 |
| 2015年 | 最喜愛TVB女主角             | 《樓奴》                                               | 祝碧姬         | 提名 |
| 2015年 | 最喜愛TVB電視角色（十六位） | 《樓奴》                                               | 祝碧姬         | 獲獎 |
| 2016年 | 最喜愛TVB女主角             | 《火線下的江湖大佬》                                   | 何寬心         | 提名 |
| 2016年 | 最喜愛TVB電視角色（十六位） | 《火線下的江湖大佬》                                   | 何寬心         | 獲獎 |
| 2016年 | 最喜愛TVB熒幕情侶           | 《為食神探》                                           | 唐嘉嘉、楊得基 | 提名 |
| 2016年 | 最喜愛TVB資訊節目           | 《星級健康4之Go Green碳世界》                          | -              | 獲獎 |
| 2016年 | 最喜愛TVB節目主持           | 《乜都搞掂晒》                                         | -              | 提名 |
| 2017年 | 最喜愛TVB女配角             | 《老表，畢業喇！》                                     | 柳 妞          | 提名 |
| 2017年 | 最喜愛TVB電視角色（十五位） | 《老表，畢業喇！》                                     | 柳 妞          | 提名 |

### 星和無綫電視大獎
| 年份   | 獎項                           | 劇集/作品            | 角色          | 結果       |
| ------ | ------------------------------ | -------------------- | ------------- | ---------- |
| 2014年 | TVB飛躍進步藝人                | －                   | －            | 獲獎       |
| 2014年 | 我最愛TVB女配角                | 《女人俱樂部》       | 湯嘉麗        | 最後十強   |
| 2014年 | 我最愛TVB電視女角色            | 《貓屎媽媽》         | 邊貴知        | 最後十二強 |
| 2015年 | 我最愛TVB女主角                | 《無雙譜》           | 柳 衣／洪牡丹 | 提名       |
| 2015年 | 我最愛TVB電視女角色            | 《無雙譜》           | 柳 衣／洪牡丹 | 獲獎       |
| 2015年 | TOKYO BUST EXPRESS性感魅力大獎 | －                   | －            | 提名       |
| 2015年 | 我最愛TVB熒幕情侶              | 《醋娘子》           | 山 楂、錢 通  | 最後六強   |
| 2016年 | 我最愛TVB女主角                | 《火線下的江湖大佬》 | 何寬心        | 提名       |
| 2016年 | 我最愛TVB電視女角色            | 《火線下的江湖大佬》 | 何寬心        | 提名       |
| 2016年 | 我最愛TVB綜藝節目主持人        | 《乜都搞掂晒》       | -             | 最後十強   |
| 2016年 | 我最愛TVB資訊節目              | 《乜都搞掂晒》       | -             | 最後六強   |

### 社會公益獎項
| 年份   | 頒獎典禮/機構        | 獎項                       | 結果 |
| ------ | -------------------- | -------------------------- | ---- |
| 2010年 | 2010年世界華商獎學金 | 學業、社區服務及領導才能獎 | 獲獎 |

## 外部連結
- 岑麗香的Facebook專頁
- Heungheungeliza II的Facebook專頁
- 岑麗香的新浪微博
- 岑麗香的Instagram帳戶
- 國際中華小姐2010 - 岑麗香簡介（页面存档备份，存于）
- 岑麗香在互联网电影资料库（IMDb）上的資料（英文）
- 岑麗香在香港影庫上的簡介
- 岑麗香官方國際影迷會的Facebook專頁
- 岑麗香官方國際影迷會的Instagram帳戶

| 前任： 陳娜良子 | 溫哥華華裔小姐競選冠軍 2009年 | 繼任： 蘇慧文 |